# ألبالات دي لا ريبيرا
ألبالات دي لا ريبيرا (بالإسبانية: Albalat de la Ribera)‏ هي municipality of Spain تقع في إسبانيا في Ribera Baixa. يقدر عدد سكانها بـ 3,541 نسمة ومساحتها 14.3 كم2 وترتفع عن سطح البحر 14 متر.